# Horário dos Açores
| roxa          | Horário dos Açores / Horário de Verão dos Açores (UTC-1 / UTC±0)                    |
| Azul claro    | Horário da Europa Ocidental (UTC±0)                                                 |
| Azul          | Horário da Europa Ocidental / Horário de Verão da Europa Ocidental (UTC±0 / UTC+1). |
| Vermelho      | Horário da Europa Central / Horário de Verão da Europa Central (UTC+1 / UTC+2).     |
| Amarelo claro | Horário de Kaliningrado (UTC+2).                                                    |
| Amarelo       | Horário do Leste Europeu / Horário de Verão do Leste Europeu (UTC+2 / UTC+3).       |
| Verde claro   | Horário da Turquia, Horário de Moscovo (UTC+3).                                     |

O horário em Açores, também conhecido como Horário dos Açores é dado pelo fuso horário UTC-1. É usado entre o último domingo de Outubro e o último domingo de Março.